# Michaëlla Krajicek
Michaella Krajicek (født 9. januar 1989 i Delft) er en kvindelig tennisspiller fra Holland. Michaella Krajicek startede sin karriere i 2004. 
11. februar 2008 opnåede Michaella Krajicek sin højeste WTA single rangering på verdensranglisten som nummer 30. 
Michaella Krajicek er lillesøster til den tidligere hollandske tennisspiller Richard Krajicek
Som junior var Michaella Krajicek betragtet som meget talentfuld og hun blev kåret som Hollands mest talentfulde juniorsportsudøver i 2003. Michaella Krajicek vandt junior-US Open i 2004 og endte samme år som nummer 1 på juniorverdensranglisten. 